# Accidente ferroviario de Sa Pereira de 1978
El accidente de Sa Pereira de 1978 fue la segunda mayor tragedia sobre rieles de la historia de Argentina. El mismo se produjo entre una formación de pasajeros del Ferrocarril Mitre y un camión. Ocurrió en el paso a nivel entre la RN 19 y el ramal ferroviario Rosario-Tucumán, en la localidad santafesina de Sa Pereira y produjo la muerte de 55 personas. Es también la peor tragedia en Argentina en involucrar a un tren y a un vehículo de transporte automotor.

## Hechos
El hecho se desencadenó a las 7.22 del sábado 25 de febrero de 1978, cuando en pleno resonar de la sirena que anunciaba la llegada de una formación cruzaron un colectivo de larga distancia y un camión Ford F-600  modelo 1976 que llevaba una carga con 25.000 kg de grasa comestible y latas. Dicho camión, conducido por Arnaldo Ruben Bianchini, de 35 años de edad, fue impactado por el Estrella del Norte (tal como se lo llamaba al servicio de pasajeros) que había partido de San Miguel del Tucumán y tenía como destino la estación Retiro. Con la última escala hecha en Rafaela, el convoy llevaba 2.130 pasajeros.
La formación, a cargo del maquinista de relevos Antonio Gore, no pudo evitar el choque: la locomotora "saltó" de las vías y se desplomó paralelo a ellas, siguiendo su recorrido por cientos de metros hasta que los dos coches del centro se incrustaron entre sí.
Inmediatamente, los habitantes del lugar y varios de los pasajeros del tren colaboraron en las tareas de ayuda. En las tareas de rescate hubo policías y bomberos que iban llegando desde San Jerónimo, Esperanza, San Francisco, Rafaela, Gálvez, Rosario, Santa Fe, Paraná y otras poblaciones vecinas.